# Hans-Günther Däßler
Hans-Günther Däßler (* 1. April 1925 in Benau, Niederschlesien; † 5. Dezember 2023; beerdigt in Freital) war ein deutscher Pflanzenchemiker und Immissionsforscher, der sich hauptsächlich mit der Einwirkung von Schwefeldioxidimmissionen auf Bäume und Wälder befasste. Er war von 1968 bis 1990 ordentlicher Professor und Lehrstuhlinhaber für das Fach Pflanzenchemie an der Sektion Forstwissenschaft Tharandt der Technischen Universität Dresden. Zur Erfassung von Schwefeldioxid und Staub führte das Institut für Pflanzen- und Holzchemie Tharandt ab 1965 unter Däßlers Verantwortung im Erzgebirge und im Elbsandsteingebirge Dauermessnetze ein.

## Ausbildung
Däßler wurde am 1. April 1925 in Benau/Niederschlesien geboren. Sein Vater war Tierarzt, seine Mutter Apothekerin. Von 1931 bis 1935 besuchte er die Volksschule Freital, und von 1935 bis 1943 das humanistische Vitzthum-Gymnasium in Dresden. Nach dem Abitur leistete Däßler von 1943 bis 1945 Wehr- und Kriegsdienst. 1945 geriet er in sowjetische Kriegsgefangenschaft und wurde noch im selben Jahr entlassen.
Von 1946 bis 1951 studierte Däßler Chemie an der Universität Dresden. 1951 diplomierte er bei Heinrich Wienhaus mit einer Arbeit Zur Chemischen Untersuchung der Extraktstoffe des Schwarzerlenholzes und wurde wissenschaftlicher Assistent am Institut für Pflanzenchemie und Holzforschung. Ab 1953 absolvierte er ein Zusatzstudium der Toxikologie an der Medizinischen Akademie „Carl Gustav Carus“ in Dresden. 1954 wurde er Lehrbeauftragter an der Fakultät für Forstwirtschaft. Im selben Jahr begann er mit seiner Dissertation Über Mentofuran und dessen Autoxidation  bei Heinrich Wienhaus und wurde zum Dr. rer. nat promoviert. Er arbeitete dann eineinhalb Jahre im Zellstoffwerk Gröditz. 1957 wurde er Oberassistent am Institut für Pflanzenchemie und Holzforschung. Ebenfalls 1957 begann er bei Heinrich Wienhaus seine Habilitationsschrift: Über die Einwirkung von Schwefeldioxid auf Terpene und Pflanzenwachse – ein Beitrag zur Chemie der Rauchschäden.

## Berufliches Wirken
1958 regte Heinrich Wienhaus seinen Oberassistenten an, „die Rauchschadenforschung wieder ins Leben zu rufen“. Damit war gemeint, dass Däßler die Rauchschadenforschung, die zwischen 1952 und 1961 von Erich Zieger und dem Institut für Forstschutz wahrgenommen wurde, wieder an das Institut für Pflanzenchemie und Holzforschung zurückholen solle. Erich Zieger verstarb 1960, fünf Jahre vor seiner zu erwartenden Emeritierung, und daraufhin beschloss der Fakultätsrat, eine Dozentur für die „Chemie des Rauchschadens und des Forstschutzes“ einzurichten. 1961 wurde Däßler habilitiert. Am 26. April 1961 schlug die Fakultät vor, die Dozentur für die „Chemie des Rauchschadens“ dem Institut für Pflanzen- und Holzchemie zuzuordnen, und nicht mehr dem Institut für Forstnutzung und Forstschutz, und schlug vor, sie mit Däßler zu besetzen. Die Deutsche Akademie für Landwirtschaftswissenschaften und die Fakultät beauftragten gemeinsam Däßler ab dem 26. Mai 1961 mit der Koordinierung und Leitung der Rauchschadenforschung. Däßler transportierte daraufhin die Forschungsunterlagen vom Institut für Forstnutzung und Forstschutz an das Institut für Pflanzen- und Holzchemie. Die dritte Tagung Forstlicher Rauchschadensachverständiger in Tharandt am 24. Juli 1961 richtete indes noch das Institut für Forstnutzung und Forstschutz aus.
Am 1. Dezember 1961 wurde am Institut für Pflanzenchemie und Holzforschung auf Veranlassung des Ministeriums für Wissenschaft und Technik eine Abteilung Rauchschadenforschung eingerichtet und Däßler zu ihrem Leiter bestellt. Sie publizierte von da an unter der Bezeichnung „Arbeitsgemeinschaft Forstliche Rauchschadenforschung Tharandt.“ Erste Publikation war der Aufsatz von Däßler: Probleme der forstlichen Rauchschadenforschung. Darin knüpfte Däßler ausdrücklich an die Arbeiten Erich Ziegers an.
1962 und 1963 wurde Däßler verantwortlich für die zweite und dritte Phase des Aufbaus eines von Erich Zieger angestoßenen Rauchschadenprüffelds nahe der Warnsdorfer Quelle im Tharandter Wald. 1963 wurde er zum Professor mit Lehrauftrag berufen. Im gleichen Jahr wurde er Mitbegründer der zentralen Kommission „Reinhaltung der Luft“;, von 1964 bis 1970 war er dort Leitungsmitglied. Er wurde auch in den 1957 von Karl Friedrich Wentzel eingerichteten Kreis der internationalen Rauchschadensachverständigen aufgenommen, der sich alle zwei Jahre zu Tagungen traf. 1963 standen neue Erkenntnisse über Ursachen, Verbreitungswege und Rauchschäden im Osterzgebirge zur Verfügung. Der dort gelegene Kurort Seiffen sollte ab 1960 offensiv zu Fremdenverkehrsort ausgebaut werden. Seiffen lag aber im zu erwartenden Zentrum des neuen Rauchschadengebietes. Dies nahm Däßler zum Anlass, am 12. Februar 1964 eine Denkschrift zur Situation im Osterzgebirge an das Zentralkomitee der SED, die Staatliche Plankommission und an verschiedene Ministerien zu übersenden. Die Denkschrift stieß auf Interesse. 1964 bezog die Deutsche Akademie für Landwirtschaft das Erzgebirge in eine Großraumdiagnose ein.
1965 begann das Institut für Pflanzen- und Holzchemie, ein eigenes, ständig betriebenes Messnetz zur Erfassung von Schwefeldioxidimmissionen einzurichten. Ab 1966 nahm Däßler an den Sitzungen der Arbeitsgruppe „Reinhaltung der Luft“ des Wirtschaftsausschusses DDR/CSSR teil, die auf Initiative des Sekretärs für Wirtschaft des Zentralkomitees der DDR gebildet wurde. Der Wirtschaftsausschuss verhinderte Lösungen zur Senkung von Immissionen; Verhandlungen mit der CSSR wurden deshalb dem Ministerium für Umwelt übertragen.
1968 wurde Däßler Inhaber des Lehrstuhls für Pflanzenchemie an der Technischen Universität Dresden. Er wurde zum Leiter des Bereichs Pflanzenchemie der Sektion Forstwirtschaft bestellt, welche nach der Dritten Hochschulreform der DDR an die Stelle der Fakultät trat. Die Sektion Forstwirtschaft wurde Hauptauftragnehmerin der komplexen Staatsplanaufgabe „Reinhaltung der Luft“. Ihr Ziel war es, die zersplitterte Forschung zusammenzufassen und doppelte Forschungsansätze zu vermeiden. Däßler wurde ihr Leiter. Er hatte ungefähr 20 Nachauftragnehmer für die Themen Reinhaltung der Luft, Abgasentschwefelung, Abgasentstaubung, katalytische Nachverbrennung, Kfz-Abgase, Korrosionsschutz, meteorologische Aspekte, Messverfahren und Messgeräte, und forstliche und landwirtschaftliche Rauchschadenforschung zu koordinieren. Allerdings erhielt Däßler ab 1970 keine Genehmigung für Westreisen mehr; Grund für die Ablehnung war, dass Däßler als Nicht-Mitglied der SED einen zu weitreichenden Einblick in alle wirtschaftspolitischen Maßnahmen erhalten würde, die sich im Zusammenhang mit der Rauchschadensproblematik ergeben. In die Staatsplanaufgabe flossen von 1970 bis 1975 über 52 Mio. M. Es wurde freilich festgestellt, dass mit einer entscheidenden Senkung der Schwefeldioxidimmissionen erst ab 2020 gerechnet werden konnte, wenn das Böhmische Becken ausgekohlt ist, weil großtechnisch einsetzbare und ökonomisch vertretbare Verfahren zur Beseitigung von Schwefeldioxid aus Kraftwerksabgasen nicht zur Verfügung standen.
1972 wurde der Technischen Universität Dresden die Koordinierung des Forschungsthemas des Rates für gegenseitige Wirtschaftshilfe „Einfluss von Luftverunreinigungen auf Waldgesellschaften und Agrobiocönosen“ übertragen. Däßler wurde Koordinator des Vorhabens. Am Forschungsthema waren Forschungsinstitute aus der UdSSR, CSSR, Polen, Ungarn und Bulgarien beteiligt. Zusätzlich war er von 1974 bis 1978 Mitglied des Wissenschaftlichen Rates für das internationale Forschungsprogramm „Schutz der Natur“ in Preßburg. Der Perspektivplan der Sektion Forstwissenschaften aus dem Jahr 1975 sah vor, dass die Rauchschadenforschung folgende Einzelthemen zu bearbeiten hätte: Resistenzprüfung und Resistenzerhöhung einzelner Baumarten, Erfassung von Schadgebieten, Erarbeitung von Bewirtschaftungsmaßnahmen und Rekultivierung geschädigter Flächen nebst Wiederaufnahme der Holzproduktion. Däßler und Herbert Lux bescheinigten der Düngung von rauchgeschädigten Kiefern bemerkenswerte Erfolge.
1976 gab Däßler ein Lehr- und Überblickswerk mit dem Titel Einfluss von Luftverunreinigungen auf die Vegetation. Ursachen – Wirkungen – Gegenmaßnahmen heraus, an dem neben ihm Siegfried Börtitz, Eberhard Ewert, Eitel Liebold, Herbert Lux, Horst Ranft, Friedrich Reuter und Gebhard Rühle mitarbeiteten. Das Buch erschien zuletzt in vierter Auflage im Jahr 1991. Eine ungarische Ausgabe erschien 1979, eine russische 1981, und eine englischsprachige in den Niederlanden 1988. An den Internationalen Arbeitstagen forstlicher Rauchschadensachverständiger 1980 in Graz und 1982 in Oulu/Finnland durfte Däßler wiederum nicht teilnehmen.

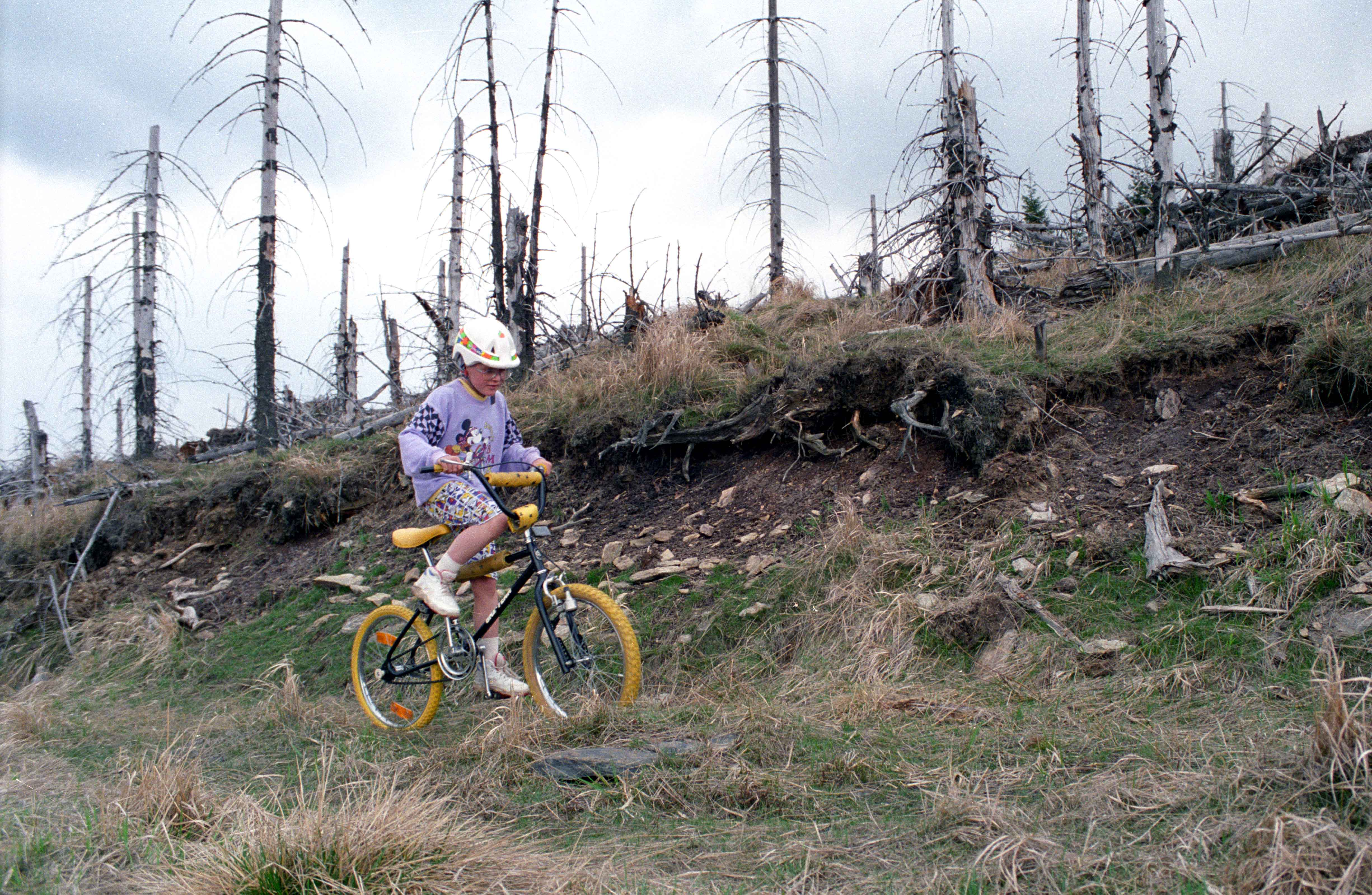
Waldschäden 1995 bei Reitzenhain

Ab 1981 leitete Däßler ständige Forschungsarbeiten zu den Schwerpunktthemen Immissionsschäden im Erz- und Elbsandsteingebirge und zu neuartigen Waldschäden, wie die durch Stickoxide hervorgerufenen Schäden bezeichnet wurden. Die Forschungsergebnisse durften nach einem Beschluss des Ministerrats der DDR vom 16. November 1982 nicht mehr veröffentlicht werden. Ab 1983 errichtete das Institut für Pflanzen- und Holzchemie unter der Leitung Däßlers in Oberbärenburg im Osterzgebirge eine Dauermessstation zur Erfassung von Schwefeldioxideinträgen. Kurz nach ihrer Inbetriebnahme fiel die Stromversorgung monatelang aus. Im Abschlussbericht der Sektion Forstwissenschaften aus dem Jahre 1988 konnte nur noch festgestellt werden, dass das Messnetz absolut veraltet ist, weil funktionierende registrierende Messgeräte fehlten und die Ozonbelastung und die Belastung mit Stickoxiden nicht erfasst werden konnte. In einer dreiteiligen Serie zur Umweltverschmutzung berief sich der SPIEGEL auf Erkenntnisse Däßlers aus dem Jahre 1978.
Däßler, seit 1950 Mitglied der National-Demokratischen Partei Deutschlands (NDPD), sprach im Mai 1987 als Delegierter auf dem 13. Parteitag der NDPD über den Schutz der natürlichen Umwelt und über das gewachsene Umweltbewusstsein in der DDR.
Zum 1. September 1991 wurde Däßler emeritiert. Zu seinem Nachfolger wurde Otto Wienhaus berufen, der die Professur für Naturstoffchemie und Ökotoxikologie übernahm, und bis zu seiner Emeritierung 2002 zu den chemischen Grundlagen der Waldschadensforschung arbeitete.

## Veröffentlichungen
- Probleme der forstlichen Rauchschadenforschung. Biologisches Zentralblatt 82, 1963, 217 – 228.
- Zur Aussagekraft experimenteller Resistenzprüfungen. Archiv für Forstwesen 16, 1967, 781 – 785.
- mit G. Stein: Luftanalytische Untersuchungen im Erz- und Elbsandsteingebirge mit ständig betriebenen SO2- und Staubmeßstellen. Luft- und Kältetechnik 7, 1968, 315 – 318.
- mit G. Stein: Die forstliche Großraumschadendiagnose im Erz- und Elbsandsteingebirge 1964/64. Wissenschaftliche Zeitschrift der Technischen Universität Dresden 5, 1968, 1397–1404.
- Zum derzeitigen Stand der Abgasentschwefelung. Sozialistische Forstwirtschaft 20, 1970,  374 – 375.
- mit Siegfried Börtitz, Eberhard Ewert, Eitel Liebold, Herbert Lux, Horst Ranft, Friedrich Reuter, Gebhard Rühle: Einfluss von Luftverunreinigungen auf die Vegetation. Ursachen – Wirkungen – Gegenmaßnahmen, 1. Auflage Jena 1976; 4. Auflage Jena 1991.
- mit F. Reuter: Der Einfluss von Fluorkohlenwasserstoff auf Kernobstgehölze; insbesondere auf die Obstart Apfel. Untersuchungen zur Resistenz der Kernobstgehölze gegenüber gasförmigen Fluorverbindungen. Archiv für Gartenbau 31, 6, 1983, 299 – 314.
- mit F. Reuter: Der Einfluss von Fluorkohlenwasserstoff auf Kernobstgehölze; insbesondere auf die Obstart Apfel – Teil II. Der Einfluss von Fluorkohlenwasserstoff auf Wachstum und Ertrag verschiedener Apfelsorten. Archiv für Gartenbau 31, 7, 1983, 333 – 340.
- mit F. Reuter: Der Einfluss von Fluorkohlenwasserstoff auf Kernobstgehölze; insbesondere auf die Obstart Apfel – Teil III. Untersuchungen zur Fluorakkumulation in den vegetativen und generativen Organen von Kernobstgehölzen. Archiv für Gartenbau 31, 7, 1983, 341 – 353.